# 喬爾諾莫爾斯克
乔尔诺莫尔斯克（烏克蘭語：Чорноморськ，羅馬化：Chornomorsk，發音：[t͡ʃornoˈmɔrsʲk]，意为「黑海城」）是位於烏克蘭西南部的港口城市，由敖德萨州敖德萨区的乔尔诺莫尔斯克市镇負責管轄。該市位於該國西南部黑海沿岸，距離州首府敖德薩12公里，始建於18世紀，面積25平方公里，海拔高度29米，每年平均降雨量386毫米，2011年人口59,229。
該地於蘇聯時代被命名為伊利喬夫斯克（羅馬化：Ilyichyovsk），或按烏克蘭語名譯伊利奇夫斯克（羅馬化：Illichivsk），名字源自列寧全名「弗拉基米爾·伊里奇·列寧」的父名。2016年根據烏克蘭去共化法律正式改为现名。
2022年俄罗斯入侵乌克兰期间，该港口成为乌克兰根据黑海谷物倡议转运粮食的出口，联合国秘书长古特雷斯曾参观本港口。乌克兰希望每月通过本港口及附近港口运输粮食量达到300万吨。

## 鳥瞰圖

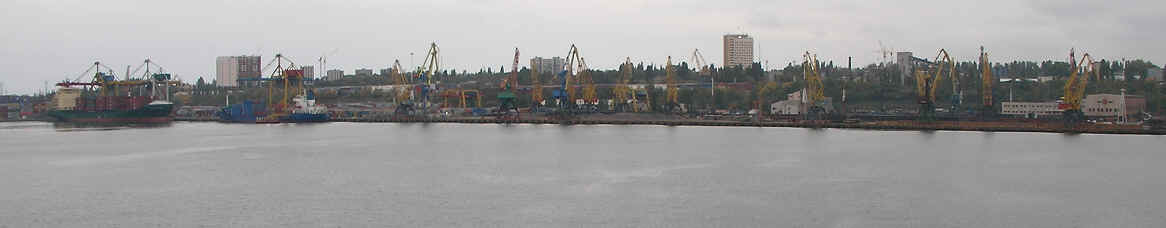

## 友好城市
- 爱沙尼亚纳尔瓦
- 土耳其贝伊奥卢
- 爱沙尼亚馬爾杜
- 卡拉达格（英语：Qaradağ raion）
- 波蘭特切夫